# Bulbophyllum taeter
Bulbophyllum taeter är en orkidéart som beskrevs av Jaap J. Vermeulen. Bulbophyllum taeter ingår i släktet Bulbophyllum och familjen orkidéer. Inga underarter finns listade i Catalogue of Life.